# 950-е годы
950-е (девятьсо́т пятидеся́тые) го́ды по юлианскому календарю — промежуток времени с 1 января 950 года по 31 декабря 959 года, включающий 950 год 5-го десятилетия   и с 951 по 959 годы    6-го десятилетия X века 1-го тысячелетия.  Они закончились 1066 лет назад.

## Важнейшие события
- Битва на реке Лех[1] (955).
- Тюрки-шато основали в Северном Шаньси государство Бэй-Хань, враждебное китайцам.
- Король Англии Эдред окончательно изгнал норвежцев из Нортумбрии.
- Прекратило существование Йоркское королевство, вошедшее в состав Англии.
- Изгнание из Китая буддистов, несториан и манихеев.

## Культура
- Крещение княгини Ольги (955).